# اضطهاد البوذيين

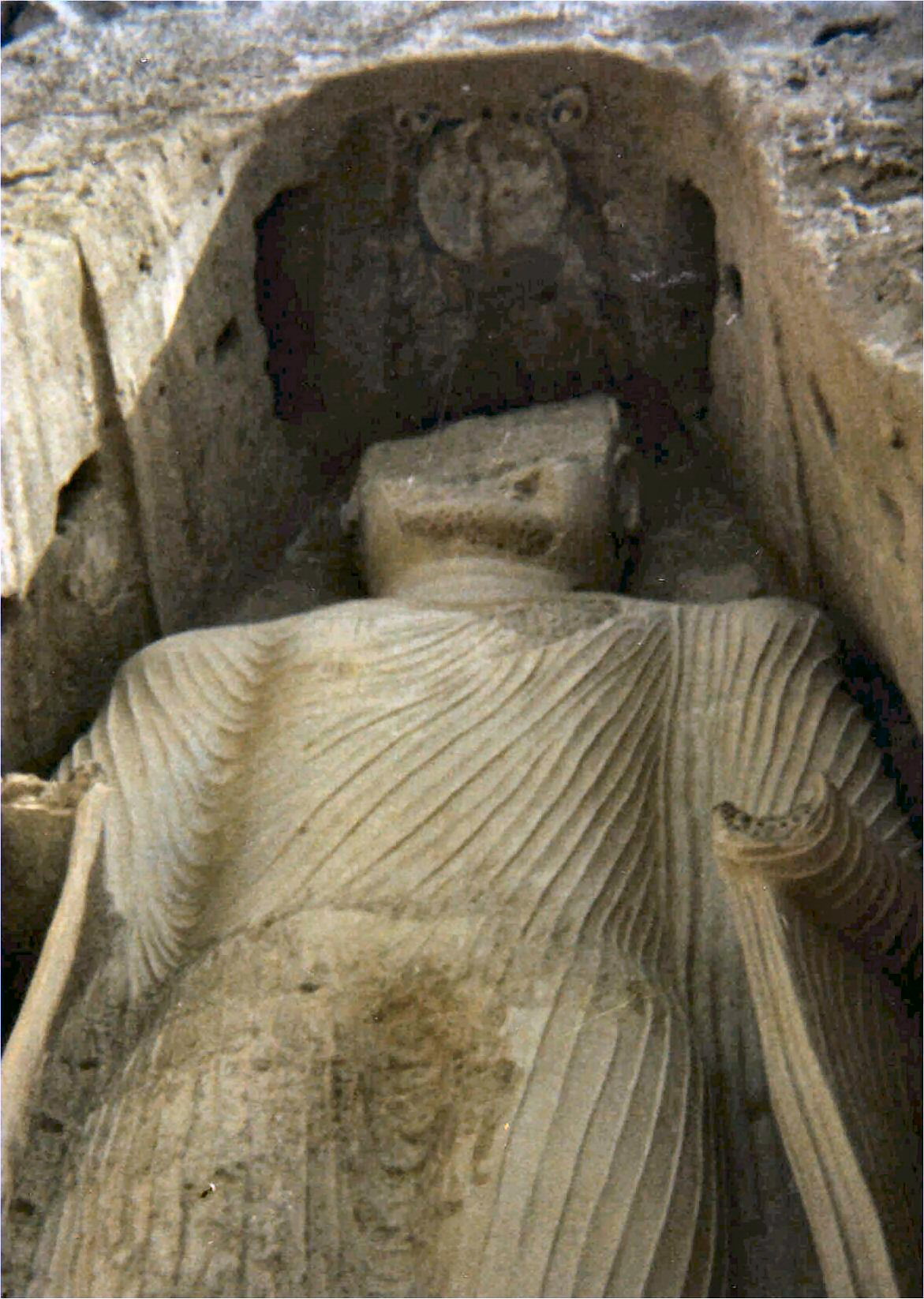
بوذا باميان؛ قامت عناصر طالبان بتدمير التمثالين باستخدام الديناميت في مارس 2001.

كان اضطهاد البوذيين ظاهرة واسعة الانتشار عبر تاريخ البوذية والتي استمرت حتى يومنا هذا، بداية من القرن الثالث الميلادي من قبل الإمبراطورية الساسانية الزرادشتية. خلال الفتح الإسلامي لخراسان تمت السيطرة على عدد من الأراضي في آسيا الوسطى بما في ذلك سمرقند، وتم تسجيل عدة حالات من هدم وتدمير للأضرحة البوذية من قبل قوات المسلمين المتقدمين وذلك على الرغم من استمرار الدين البوذي في البقاء في بعض الأماكن لفترة طويلة من الزمن. وبسبب الاضطهادات من قبل الأنظمة الإسلامية بالإضافة إلى التمييز والهجرة والتحويل الديني القسري، أدى ذلك إلى تراجع البوذية في آسيا الوسطى تلاه سيطرة المسلمين على تجارة على طول طريق الحرير وكذلك في السند. وأدت المشاعر المعادية للبوذية في الإمبراطورية الصينية بين القرنين الخامس والعاشر إلى ما يُعرف باسم الاضطهاد البوذي الرابع في الصين والذي كان الاضطهاد العظيم المناهض للبوذية في عام 845 والذيك كان على الأرجح أشدها قسوة. في القرن العشرين تعرض البوذيون للاضطهاد من قبل الدول والأحزاب الشيوعية الآسيوية، ومن قبل الإمبراطورية اليابانية. ومع ذلك، خلال الثورة الثقافية، بذل شكل جديد من الإلحاد المسلح جهودًا كبيرة للقضاء على الدين تمامًا. وفي ظل هذا الإلحاد المسلح الذي تبناه ماو تسي تونغ، أغلقت بيوت العبادة؛ ودمرت المعابد البوذية والمعابد الطاوية والكنائس المسيحية والمساجد الإسلامية؛ وتحطمت القطع الأثرية الدينيَّة؛ وأحرقت النصوص المقدسة.
خلال حقبة إمبراطورية اليابان أجبر الرهبان البوذيين على العودة إلى العلمانيين، وتمت مصادرة الممتلكات البوذية، وأغلقت المؤسسات البوذية، وأعيد تنظيم المدارس البوذية تحت سيطرة الدولة باسم تحديث اليابان خلال فترة مييجي المبكرة. وكانت سيطرة الدولة على البوذية جزءًا من السياسة الإمبريالية اليابانية في الداخل والخارج في كوريا وغيرها من الأراضي المحتلة.
ولدَت سياسات الرئيس نغو دينه ديم في فييتنام التحيز الديني لصالح الكاثوليكية. وباعتباره عضوا في الأقلية الكاثوليكية، اتبع سياسات تعارض الأغلبية البوذية. وسيطر الحكّام الكاثوليك من أسرة نجو عن طريق الأخوين نغو دينه ديم وتقو ديم، ووين ڤان ثيو على مكاسب البلاد اقتصاديًا وسياسيًا وكان أغلب جنرلات العاصمة «سايغون» من الكاثوليك، مما أساء البوذيين من احتكار الكاثوليك للسلطة والاقتصاد والجيش والمناصب الرئيسية وذلك على الرغم من كونهم أقلية وائتلافهم مع الولايات المتحدة والغرب. في مايو من عام 1963، في وسط مدينة هوو، مُنع البوذيين من عرض العلم البوذي خلال احتفالات فيساك البوذية المقدسة. وقبل أيام قليلة، تم تشجيع الكاثوليك على نقل الأعلام الدينية المسيحية في احتفال تكريما لنغو دينه توك. وأدى ذلك إلى احتجاج البوذيين ضد الحكومة، والتي قمعتها قوات نغو دينه ديم بعنف، مما أسفر عن مقتل تسعة مدنيين. وأدى ذلك إلى حملة جماهيرية ضد حكومة نغو دينه ديم خلال الأزمة البوذية.
فرض الخمير الحمر، ذات الميول الماوية، بنشاط الإلحاد، مما أدى إلى اضطهاد الأقليات العرقية والرهبان البوذيين خلال فترة حكمهم من عام 1975 إلى عام 1979. ودمُرت المؤسسات البوذية والمعابد وقُتل الرهبان والمعلمين البوذيين بأعداد كبيرة. ودمرت ثلث الأديرة البوذية جنباً إلى جنب تدمير العديد من النصوص المقدسة والمواد ذات الجودة الفنية العالية. وتم ذبح 25,000 من الرهبان البوذيين من قبل النظام. كان بول بوت ملحداً متطرفاً، أعتقد أن البوذية كانت مؤثرة في الانحلال، وسعى إلى القضاء على تأثيرها البالغ 1500 عام على كمبوديا، مع الحفاظ على هياكل القاعدة البوذية التقليدية.
على الرغم من أن العديد من المعابد والأديرة البوذية قد أعيد بناؤها بعد الثورة الثقافية، فإن البوذية التبتية كانت محصورة إلى حد كبير من قبل حكومة جمهورية الصين الشعبية. وأفادت التقارير أن الرهبان والراهبات البوذيين قد تعرضوا للتعذيب والقتل على يد الجيش الصيني، وذلك وفقاً لجميع جماعات حقوق الإنسان. وكان هناك أكثر من 6,000 دير بوذي في التبت، وتعرضت جميعا تقريباً للنهب والتدمير من قبل الشيوعيين الصينيين، خاصةً خلال الثورة الثقافية. ووفقا لمركز بيو، كان عدد الدول التي تم اضطهاد البوذيين أو التحرش بهم فيها بين 2006 و2011 هو 23 دولة.

## اضطهادات البوذية في ما قبل العصر الحديث

### الساسانيون
أصبحت الزرادشتية، في عام 224 م، الدين الرسمي لبلاد فارس، ولم يكن هنالك تسامح مع الديانات الأخرى، ما أدى إلى وقف انتشار البوذية غربًا. اجتاح الساسانيون، في القرن الثالث، منطقة باختر، وأطاحوا بحكم الإمبراطورية الكوشانية، واضطهدوا وطردوا العديد من البوذيين من أبنية ستوبا الخاصة بهم. على الرغم من قوة أنصار الزرادشتية، إلا أن الساسانيين تسامحوا مع البوذية وسمحوا ببناء المزيد من الأديرة البوذية. أقام أتباع مذهب لوكوترافادا، خلال فترة حكمهم، تمثالي بوذا في باميان.
سيطر رئيس الكهنة الزرادشتي كيردر، خلال النصف الثاني من القرن الثالث، على السياسة الدينية للدولة. أمر بتدمير عدة أدير بوذية في أفغانستان، لأن مزج البوذية والزرادشتية التي تجلت في شكل إله «بوذا مازدا» بدت له كهرطقة. تعافت البوذية سريعًا بعد وفاته.

### بوشياميترا شونغا
كان الملك بوشياميترا شونغا أول من اضطهد البوذيين في الهند في القرن الثاني قبل الميلاد. ينص نص بوذي غير معاصر على أن بوشياميترا اضطهد البوذيين بقسوة. في حين يعتقد بعض الباحثين، على أساس الروايات البوذية، أنه اضطهد البوذيين بالفعل، يرى آخرون أنهم متحيزون ضده لأنه لم يرعاهم. أعرب عدد من الباحثين الآخرين عن شكوكهم حول الادعاءات البوذية. يشير إتيان لاموت إلى أن الأساطير البوذية ليست متسقة حول موقع حملة بوشياميترا المناهضة للبوذية ومكان وفاته: «إذا كان الحكم يتبع الأدلة، فيجب تبرئة بوشياميترا لعدم وجود دليل». يقول دي. ديفاهوتي، وهو يتفق معه، إن اجتياح بوشياميترا المفاجئ بعد تقديم مكافآت لكهنة بوذيين «من الواضح أنه زائف». يقول آر. أس. ميترا: «تدل روايات اضطهاد بوشياميترا، كما سجلت في ديفيافادانا وتاراناثا، على السخافة الواضحة».

### الهياطلة
ضعفت البوذية الهندية في آسيا الوسطى وشمال غرب الهند في القرن السادس في أعقاب غزو الهون البيض الذين اتبعوا دياناتهم الخاصة كالمانوية وعبادة الإله تنكري. غزوا بلاد الصغد وغاندارا ودخلوا إلى سهول الغانج في سنة 440 م تقريبًا. اضطهد ملكهم ميهركولا، الذي حكم منذ سنة 515 م، البوذية، فدمر الأديرة، وكذلك مدينة الله أباد الحالية، ثم غير ابنه هذه السياسة.

### الإمبراطور ووزونغ التانغي
أفرط الإمبراطور ووزونغ (814-846)، إمبراطور ينتمي لسلالة تانغ الحاكمة، في الاضطهاد الديني الجزافي، وحل أزمة مالية بالاستيلاء على ممتلكات الأديرة البوذية. أصبحت البوذية قوة دينية رئيسية في الصين خلال فترة حكم سلالة تانغ، وكانت أديرة البلاد معفاة من الضرائب. أغلق ووزونغ العديد من الأديرة البوذية، وصادر ممتلكاتها، وأرسل الرهبان والراهبات إلى ديارهم لممارسة حياتهم. كان دافع ووزونغ، بصرف النظر عن الأسباب الاقتصادية، فلسفيًا أو أيديولوجيًا كذلك. اعتبر ووزونغ، بصفته طاويًا متعصبًا، البوذية دينًا أجنبيًا يضر بالمجتمع الصيني. طال اضطهاده الأديان الأجنبية الأخرى كذلك، فقضى على الزرادشتية والمانوية في الصين، وأدى اضطهاده للكنائس المسيحية النسطورية الآخذة في الانتشار إلى تراجع المسيحية الصينية.

### الملك لانغدارما التبتي
كان لانغدارما ملك تبتي، وقد حكم منذ سنة 838 إلى سنة 841 م. يُعتقد أنه كان معاديًا للبوذية، وأنه أحد أتباع دين بون.